# Diaptomus conipedatus
Diaptomus conipedatus är en kräftdjursart som beskrevs av Marsh. Diaptomus conipedatus ingår i släktet Diaptomus och familjen Diaptomidae. Inga underarter finns listade i Catalogue of Life.